# Bildungsgeschichte Sachsens
Sachsen gilt als einer der besten Bildungsstandorte Deutschlands, was sich in Bildungsstudien und Schulleistungsuntersuchungen zeigt. Bereits das Königreich Sachsen zählte im Bildungswesen zu den fortschrittlichsten Gebieten Deutschlands. Sein Schulwesen geht weit in die vorreformatorische Zeit zurück, wohingegen das angrenzende Gebiet des heutigen Sachsen-Anhalts beispielsweise erst seit der Reformation (16. Jahrhundert) eine eigenständige Bildungslandschaft entwickelte.

## Vom 12. Jahrhundert bis zum Ende der Weimarer Republik
Als kirchliche Gründungen sind die Domschule zu Meißen (1183) oder die Klosterschulen St. Afra (1205) und St. Thomas (1409) zu nennen. Fürstliche Gründungen waren die Lateinschule zu Zwickau (1291) und die Universität Leipzig (1409).
In Dresden ist seit 1532 ein städtisches Elementarschulwesen nachweisbar.
In den folgenden Jahrhunderten setzte sich die rege Gründung von Bildungseinrichtungen fort, so dass ein breites Spektrum entstand. Im Jahr 1835 begann die organisatorische Ausgestaltung des Elementarschulwesens. Das Ziel war die Einrichtung einer achtjährigen Schulpflicht.
Grundlagen einer ausreichenden Allgemeinbildung und parallel Voraussetzungen, Methoden und Rahmenbedingungen für eine weiterführende berufliche Bildung wurden gelegt. Die Schlüsselrollen übernahmen die Fürstenschulen Meißen und Pforta, gegründet 1543, und Fachschulen bzw. Fachhochschulen: z. B. die Bergakademie Freiberg, die Tierarzneischule Dresden, die 1811 entstandene Forstakademie Tharandt, das 1824 eröffnete Blochmannsche Institut in Dresden, die 1828 gegründete Technische Bildungsanstalt Dresden und die Handelshochschule Leipzig.

## Vom Nationalsozialismus bis zur Auflösung der DDR
In der Zeit des Nationalsozialismus verlor Sachsen seine Selbstständigkeit durch Gleichschaltung der Länder und durfte das Bildungswesen nicht mehr in Eigenverantwortung regeln.
Die zentralistische Verwaltung und Einflussnahme auf die Entwicklung der Bildung in Sachsen setzten sich in der Zeit der Deutschen Demokratischen Republik in Grundzügen fort. Nach dem Krieg entstanden viele unterschiedliche Bildungseinrichtungen in den ab 1952 bestehenden drei Bezirken (Dresden, Karl-Marx-Stadt, Leipzig). Regelfall war anfangs die 8-jährige und später die 10-jährige Ausbildung an einer Polytechnischen Oberschule (POS). Abitur konnte bei besonderer Eignung nach 12 Jahren erworben werden und galt als Voraussetzung für ein Fach- oder Hochschulstudium.
Daneben sind die ab 1949 entstandenen Arbeiter- und Bauernfakultäten (ABF) hervorzuheben. Arbeiter- und Bauernkindern wurde in diesen Einrichtungen die Erlangung der Hochschulreife ermöglichte. Ebenfalls entstand eine Vielzahl zusätzlicher Bildungseinrichtungen wie v. a. den Fachschulen, die wiederum den nach dem Krieg fehlenden akademischen Mittelbau ausbilden sollten. Abgänger der ABF sowie der Fachschulen hatten nach gutem Abschluss die Möglichkeit, an Hochschulen zu studieren. Viele Akademiker der DDR durchliefen erfolgreich diesen Bildungsweg im Direkt- oder Fernstudium. Eine der bekannteren Fachschulen war hier die Dresdner Fachschule für Flugzeugbau, die etwa bis 1961 Fachleute für die entstehende Flugzeugindustrie ausbildete.

## Von der Wiedervereinigung Deutschlands bis heute
Erst nach Auflösung der DDR konnte der neu entstandene Freistaat Sachsen sein Bildungswesen selbst organisieren. Die Neuorganisation begann mit dem Zusammenschluss der ehemaligen DDR-Bezirke Dresden, Leipzig und Karl-Marx-Stadt (heute Chemnitz) und der Angleichung an die rechtlichen Bestimmungen der Bundesrepublik Deutschland, die im Einigungsvertrag festgehalten sind. Es entstand eine heftige und kontroverse Debatte um die seit August 1990 geplante Einführung eines gegliederten Schulsystems. Durch den hohen Anteil von Befürwortern des Gesamtschulkonzeptes dauerte diese Diskussion besonders lang an. Am 3. Juli 1991 wurde das Schulgesetz für den Freistaat Sachsen verabschiedet. Es sah eine Aufgliederung des Bildungswesens in verschiedene Schularten vor:
- allgemein- und berufsbildende Schulen (Grundschule, Mittelschule, Gymnasium bzw. Berufsschule, Berufsfachschule, Fachschule, Fachoberschule und berufliches Gymnasium)
- Förderschulen für Schüler mit geistigen Behinderungen, körperlichen Behinderungen oder Lernbehinderungen
- Schulen des zweiten Bildungsweges (Abendmittelschule, Abendgymnasium, Kolleg)

Des Weiteren wurde das Bildungswesen in Schulstufen unterteilt:
- Primarstufe (Grundschule Klasse 1–4)
- Sekundarstufe I (Klasse 5–10 der allgemeinbildenden Schule, der Förderschule, sowie der Abendmittelschule)
- Sekundarstufe II (Klasse 11 und 12 der allgemeinbildenden Schule, der Förderschule, sowie der berufsbildenden Schule, des Abendgymnasiums und des Kollegs)

Gesamtschulen wurden ausdrücklich ausgeschlossen.
Die sogenannte Mittelschule ist eine Besonderheit des sächsischen Bildungswesens und als „Kernstück“ der sächsischen Schullandschaft fest etabliert, wurde jedoch von allen 1992 eingeführten Schularten am meisten diskutiert. Sie ist ein Zusammenschluss von Hauptschule und Realschule. Die Klassen 5 und 6 des Gymnasiums und der Mittelschule bilden die Orientierungsstufe und haben die gleichen Lehrpläne. In der Orientierungsstufe muss sich der Schüler für seinen weiteren Schulweg entscheiden. In diesem Schulabschnitt gibt es für beide Schularten (Gymnasium und Mittelschule) besondere Schul-„Profile“:
- sprachliches Profil
- mathematisch-naturwissenschaftliches Profil
- musisches Profil
- technisches Profil
- sportliches Profil

Unter diesen Profilen können die Schüler frei wählen und somit einen gewissen Schwerpunkt ihrer Schulbildung bestimmen.
Schulversuche und Modellprojekte unter wissenschaftlicher Begleitung sollen die Weiterentwicklung und Verbesserung des sächsischen Schulwesens (insbesondere der Mittelschule) absichern. Des Weiteren dienen diese Versuche und Projekte auch der Erprobung neuer pädagogischer und organisatorischer Konzeptionen. Die Genehmigung spricht dabei die oberste Schulaufsichtsbehörde, also das Kultusministerium aus.
Am 25. Juli 1991 begann die Erneuerung des sächsischen Hochschulwesens mit der Verabschiedung des „Sächsischen Hochschulerneuerungsgesetz“. Es folgte am 10. April 1992 die Verabschiedung des „Hochschulstrukturgesetzes“ und am 4. August 1993 die des „Hochschulgesetzes“. Der Prozess der personellen und strukturellen Neuorganisation des sächsischen Hochschulwesens ist nun nach diesen Gesetzen erst einmal abgeschlossen.
Im Moment gibt es in Sachsen 4 Universitäten:
- Universität Leipzig
- Bergakademie Freiberg
- Technische Universität Dresden
- Technische Universität Chemnitz

Außer den Universitäten gibt es 5 Kunsthochschulen und 5 Fachhochschulen. Nach der Wiedervereinigung Deutschlands wurden jedoch auch einige ehemals selbstständige Hochschulen aufgelöst z. B. die Medizinische Akademie Dresden, die Hochschule für Verkehrswesen u. a. Außerdem wurden die Pädagogischen Hochschulen von Dresden, Leipzig und Zwickau aufgelöst.
Die Lehrerbildung für die Schularten Grundschule, Mittelschule und Gymnasium wurde durch die Einrichtung eigener Lehramtsstudiengänge abgesichert. Besonders wichtige Einrichtungen in diesem Zusammenhang sind die „Sächsische Akademie für Lehrerfortbildung“ (SALF) und das „Institut für Bildungsforschung und Schulentwicklung“ (IBiS), die heute im Sächsischen Bildungsinstitut (SBI) aufgegangen sind.